# وگا باجا، پورتوریکو
وگا باخا، پورتوریکو (به انگلیسی: Vega Baja, Puerto Rico) یک سکونتگاه مسکونی در ایالات متحده آمریکا است که در پورتوریکو واقع شده‌است.

## خصوصیات
وگا باجا ۱۴۴٫۲۸ کیلومترمربع مساحت و ۵۹٬۶۶۲ نفر جمعیت دارد.